# Bo Peep Bo Peep
Bo Peep Bo Peep è un brano musicale del girl group T-ara, contenuto nell'album di debutto Absolute First Album.

## Classifiche
| Classifica (2010) | Posizione massima |
| ----------------- | ----------------- |
| Corea del Sud     | 4                 |

## Versione giapponese
Il 28 settembre 2011 uscì un singolo omonimo contenente la versione giapponese del brano.

### Tracce
1. Bo Peep Bo Peep (Japanese Version) – 3:49
2. Love Me Anata No Seide Kuruisou – 3:16
3. Bo Peep Bo Peep (Instrumental) – 3:48
4. Love Me Anata No Seide Kuruisou (Instrumental) – 3:15